# Покровка (Зиминский район)
Покро́вка — село в Зиминском районе Иркутской области России. Административный центр Покровского муниципального образования.

## География
Село находится на расстоянии примерно 10 км к юго-востоку от города Зима, административного центра района.

## Население
| 2002 | 2010 | 2011 | 2012 |
| ---- | ---- | ---- | ---- |
| 86   | ↗618 | ↘617 | ↗620 |

### Половой состав
По данным Всероссийской переписи, в 2010 году в селе проживало 618 человек (296 мужчин и 322 женщины).

## Известные уроженцы
- Козьмин, Владимир Манасьевич (1912—1985) — советский художник и скульптор.